# 三江站 (黄海北道)
三江站（朝鲜语：삼강역；）曾为朝鲜铁路黃海青年線和殷栗線上的一个车站，位于黄海北道銀波郡，于1963年废止。

## 历史
- 1919年5月20日，落成使用。
- 1963年，车站停用。